# Dobra wilanowskie

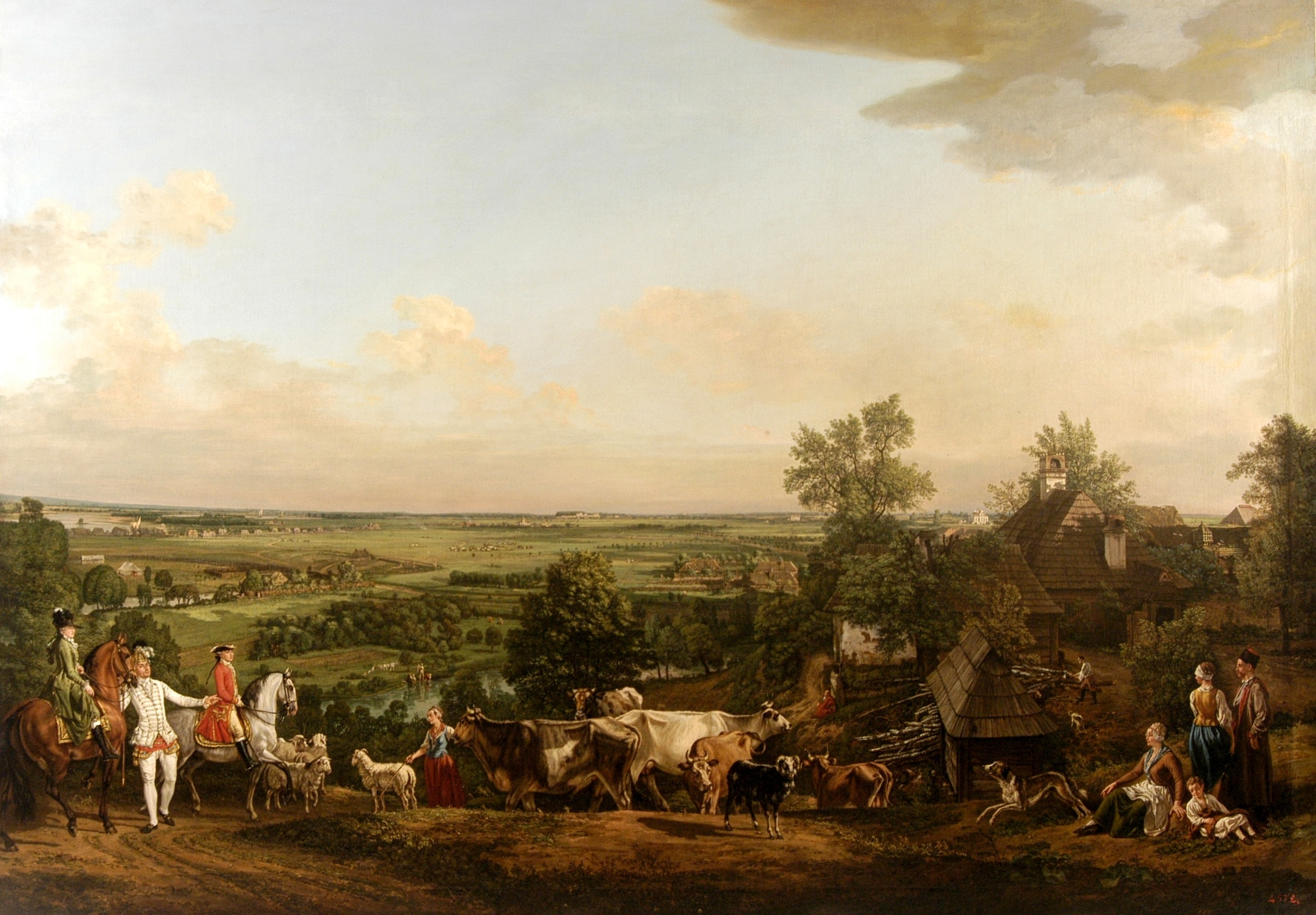
Dobra wilanowskie

Dobra wilanowskie, także dobra prywatne Willanów – historyczna nazwa dóbr ziemskich skupionych wokół pałacu w Wilanowie, a obejmujących trzy klucze dóbr: Willanów, Chojnów i Zastów. Klucz Willanów obejmował w przybliżeniu tereny dzisiejszej warszawskiej dzielnicy Wilanów, a także m.in. wieś Służew, klucz Chojnów – majątki na południe od Wilanowa, a klucz Zastów – tereny na przeciwległym, prawym brzegu Wisły.
W końcu XIX w. dobra wilanowskie obejmowały ponad 6 tys. ha i obejmowały oprócz ww. terenów także część dzisiejszej dzielnicy Ursynów, m.in. Kabaty i Las Kabacki.
W dwudziestoleciu międzywojennym prowadzono parcelacje na terenie majątków Służew, Służewiec, Paluch, Wawer i Anin. Lasy wawerskie zostały darowane Skarbowi Państwa, a Las Kabacki w 1938 roku został sprzedany m. st. Warszawie.
Nierozparcelowane przed II wojną pozostałości dóbr zostały znacjonalizowane na mocy dekretu o przeprowadzeniu reformy rolnej, a pałac w Wilanowie w 1945 roku stał się oddziałem Muzeum Narodowego w Warszawie.